# Голубев, Степан Тимофеевич
Степа́н или Стефа́н Тимофе́евич Го́лубев (25 октября 1848, с. Ардатовка, Пензенская губерния, Российская империя— 22 ноября 1920, Киев) — русский церковный историк. Отец монархического деятеля Владимира Голубева и архиепископа Гермогена (Голубева).

## Биография
Родился в селе Атмис Нижнеломовского уезда Пензенской губернии. Его отцом был протоиерей Тимофей Николаевич Голубев, а матерью — Мария Дмитриевна (дочь священника Лукинского). С 1858 по 1864 год С. Голубев обучался в Нижнеломовском духовном училище, затем, с 1864 по 1870 год, — в Пензенской духовной семинарии, а с 1870 по 1874 год — в Киевской духовной академии. Печататься начал с 1872 года, опубликовав свою работу «Описание и истолкование дворянских гербов южнорусских фамилий в произведениях духовных писателей XVII в.» в «Трудах КДА» и получив за неё Евгениево-Румянцевскую премию. 24 мая 1874 года утверждён в степени кандидата богословия с правом получения магистерской степени без нового устного испытания за успехи в учёбе и за труд «Петр Могила и Исайя Копинский: Вступление Петра Могилы на Киевскую митрополию и его отношения к Исайи Копинскому».
27 сентября 1874 года стал приват-доцентом на кафедре русской церковной истории Киевской духовной академии. 15 сентября 1883 года получил степень магистра богословия за труд: «Киевский митрополит Пётр Могила и его сподвижники» (К., 1883). Эта работа была высоко оценена, и за неё Голубев получил половинную Уваровскую премию и половинную Макарьевскую премию Священного Синода. С 15 февраля 1884 года состоял штатным доцентом по кафедре истории и обличения русского раскола. 5 марта 1885 года избран приват-доцентом Киевского университета Святого Владимира по кафедре церковной истории.
В 1887 году женился на дочери профессора Ф. А. Терновского Елене Филипповне Терновской. С 1891 года — исполняющий обязанности экстраординарного профессора Киевского университета, утверждён в этой должности 8 октября 1899 года. В 1898 году вышел второй том работы «Киевский митрополит Петр Могила и его сподвижники», также удостоенный Уваровской и Макарьевской премий. 17 марта 1899 года удостоен степени доктора церковной истории по ходатайству Совета Казанской духовной академии. С 1899 года — ординарный профессор Киевской духовной академии, с 1900 года — заслуженный ординарный профессор, с этого же года — ординарный профессор Киевского университета. Публиковал много работ по истории малороссийской и западно-русской церкви, рецензий на труды других исследователей в различных научных изданиях.
В 1906 году принимал участие в заседаниях Предсоборного присутствия, где выступал за восстановление патриаршества. 29 декабря 1908 года избран членом-корреспондентом Российской академии наук по Отделению русского языка и словесности. С 1908 года — действительный статский советник.
Член Исторического общества Нестора-летописца, Общества истории и древностей российских, Киевской археографической комиссии, Киевского церковно-исторического и археологического общества при КДА, почётный член Пензенского историко-статистического и археологического комитета и других научных обществ, член Киевского клуба русских националистов. Награждён орденами Св. Анны 2-й степени, Св. Владимира 3-й степени, Св. Станислава 1-й степени.
После Октябрьской революции участвовал в обсуждении проектов по развитию богословского образования. Скончался 22 ноября 1920 года, похоронен в Киеве, на верхнем кладбище Флоровского монастыря на Замковой горе.

## Память
Выдающемуся учёному посвящена одна из витрин Музея Одной Улицы. В экспозиции музея представлены научные работы Степана Тимофеевича, его многочисленные очерки об истории средневекового Киева, а также сюртук учёного с крайне редким академическим знаком.

## Труды
- Описание и истолкование дворянских гербов южнорусских фамилий в произведениях духовных писателей XVII в. / С. Т. Голубев. — Киев. — 88 с. // Труды КДА . — 1872. — Кн. 10. — C. 295—382.
- Киевский митрополит Петр Могила и его сподвижники. Т. 1. Киев, 1883., том 1 в открытом доступе на сайте РГБ
- Начало систематической обработки русской церковной истории: Вступительная лекция, читанная 15 апреля 1885 г. приват-доцентом Императорского ун-та св. Владимира С. Голубевым. — 1885. — Киев: тип. Имп. ун-та св. Владимира, 1885. — 16 с.
- Киевский митрополит Петр Могила и его сподвижники. Т.2. Киев, 1898., том 2 в открытом доступе на сайте РГБ
- История Киевской духовной академии. Вып. 1. Период домогилянский / [Соч.] С. Голубева. — Киев: Унив. тип., 1886. — 235 с., 121 с. прил.
- Материалы для истории западно-русской церкви (XVIII стол.) / [Соч.] С. Голубева. — Киев: тип. Г. Т. Корчак-Новицкого, 1895. — [2], XVIII, 299 с.
- Неизвестное полемическое сочинение против папских притязаний в Юго-Западной России (1633 года) / С. Голубев. — Киев: тип. Имп. ун-та св. Владимира, 1899. — 42 с.
- Южнорусский православный катехизис 1600 года / С. Т. Голубев. — Киев. — 81 с. // Чтения в Историческом обществе Нестора-Летописца. — 1899. — Кн. IV. — Отд. 3. — C. 1—81
- Отзыв о сочинении г. Вишневского: Киевская академия в первой половине XVIII века (рукопись), Киев : тип. И. И. Горбунова, 1900
- Киевская Академия в конце XVII и начале XVIII столетий: речь произнесённая на торжественном акте Киевской Духовной Академии 26 сентября 1901 г. / С. Голубев. — Киев: Тип. И. И. Горбунова, 1901. — [2], 101 с., [2] л. ил.
- Отзыв о сочинении В. О. Эйнгорна: Очерки из истории Малороссии в XVII в. — 1. Сношения малороссийского духовенства с московским правительством в царствование Алексея Михайловича : Санкт-Петербург : тип. Имп. Акад. наук, 1902
- Несколько страниц из новейшей истории Киевской духовной академии: (Ответ проф. Голубева проф. Титову и беседы его с разными лицами по вопросам ученым, учебным и житейским) / С. Т. Голубев. — Киев: тип. И. И. Горбунова, 1907. — [2], 239 с.
- Отзыв о книге священника Н. Шпачинского: «Киевский митрополит Арсений Могилянский и состояние Киевской митрополии в его правление (1757—1770 гг.)» (Киев, 1907 г.) / Проф. С. Т. Голубев. — Москва: Имп. О-во истории и древностей рос. при Моск. ун-те, 1909. — 25 с.
- Спорные вопросы о древней топографии Киева / С. Т. Голубев. — Киев: тип. акц. об-ва «Пётр Барский в Киеве», 1910. — 32 с.